# Ramfs
ramfs (kurz für englisch RAM file system) ist ein Dateisystem, das in Linux-Betriebssystemen zur Ablage von Dateien im Hauptspeicher verwendet wird. Es ist ähnlich wie ein Dateisystem was in einer RAM-Disk verwendet wird, aber einfacher als dieses, weil es keine physikalischen Strukturen simulieren muss.
Alles, was in ramfs gespeichert wird, ist nur temporär verfügbar, da es nicht auf die Festplatte geschrieben wird. Nach einem Neustart sind die Daten nicht mehr vorhanden. Der Vorteil eines ramfs liegt in seiner Geschwindigkeit: Aus dem Arbeitsspeicher kann viel schneller als von der Festplatte gelesen und geschrieben werden. Aus diesem Grund wird das temporäre Verzeichnis /tmp häufig damit realisiert.
Der von ramfs genutzte Speicher wächst abhängig von den darin enthaltenen Dateien, wird aber nicht in einen Swap-Bereich ausgelagert.